# Cesio
Cesio é uma comuna italiana da região da Ligúria, província de Impéria, com cerca de 242 habitantes. Estende-se por uma área de 8 km², tendo uma densidade populacional de 30 hab/km². Faz fronteira com Caravonica, Casanova Lerrone (SV), Chiusanico, Pieve di Teco, Testico (SV), Vessalico.

## Demografia
| Variação demográfica do município entre 1861 e 2011                               |
|                                                                                   |
| Fonte: Istituto Nazionale di Statistica (ISTAT) - Elaboração gráfica da Wikipedia |